# Trofeo Ciudad de Cáceres
El Trofeo Ciudad de Cáceres, que posteriormente cambió su nombre a Trofeo Cáceres Patrimonio de la Humanidad, es un Trofeo amistoso de verano, disputado en la ciudad de Cáceres, en la Comunidad autónoma de Extremadura (España). 
La organización del Torneo corresponde al Ayuntamiento y Diputación de la ciudad, en colaboración con el club local CP Cacereño, fundado en 1919.
El Trofeo se disputa desde el año 1978, y la última edición ha sido la de 2023, ganada por el CP Cacereño.

## Palmarés
| Año     | Edición      | Campeón                 | Resultado  | Subcampeón                                 |
| ------- | ------------ | ----------------------- | ---------- | ------------------------------------------ |
| 1978    | I            | CP Cacereño             | 4-2        | Zamora CF                                  |
| 1979    | II           | CP Cacereño             | 1-0        | Atlético Madrileño CF                      |
| 1980    | III          | CD Tampico AC           | 1-1 (pen)  | CP Cacereño                                |
| 1981    | IV           | UD Salamanca            | 4-2        | Linares CF                                 |
| 1982    | V            | CP Cacereño             | 1-1 (pen)  | CD Badajoz                                 |
| 1983    | VI           | CD Badajoz              | 3-2        | CP Cacereño                                |
| 1984    | VII          | Rayo Vallecano          | 1-1 (pen)  | CP Cacereño                                |
| 1985    | VIII         | CD Salmantino           | 0-0 (pen)  | CP Cacereño                                |
| 1986    | IX           | CP Cacereño             | 0-0 (pen)  | CD Badajoz                                 |
| 1987    | X            | CP Cacereño             | 2-0        | CF Extremadura                             |
| 1988    | XI           | RC Recreativo de Huelva | 3-1        | CP Cacereño                                |
| 1989    | XII          | CA Rosario Central      | 3-2        | CP Cacereño                                |
| 1990    | XIII         | CP Cacereño             | triangular | RSD Alcalá Strela Portoalegrense           |
| 1991    | XIV          | CP Cacereño             | 1-0        | UD Salamanca                               |
| 1992    | XV           | CP Mérida               | 0-0 (pen)  | CP Cacereño                                |
| 1993    | XVI          | No disputado            | -          | -                                          |
| 1994    | XVII         | CP Cacereño             | triangular | UD San Sebastián de los Reyes UP Plasencia |
| 1995    | XVIII        | CP Cacereño             | 1-0        | UP Plasencia                               |
| 1996    | XIX          | Moralo CP               | 1-0        | CP Cacereño                                |
| 1997    | XX           | CP Cacereño             | 2-1        | GD Estoril Praia                           |
| 1998    | XXI          | Jerez CF                | 1-0        | CP Cacereño                                |
| 1999    | XXII         | Real Ávila CF           | 2-1        | CP Cacereño                                |
| 2000    | XXIII        | CD Badajoz              | 1-1 (pen)  | CP Cacereño                                |
| 2001    | XXIV         | CP Cacereño             | triangular | CUP Plasencia SB Castelo Branco            |
| 2002    | XXV          | CP Cacereño             | 2-2        | Atlético de Madrid B                       |
| 2003    | XXVI         | CP Cacereño             | 2-0        | CD Don Benito                              |
| 2004    | XXVII        | CP Cacereño             | 1-0        | CD Díter Zafra                             |
| 2005-07 | No disputado | -                       | -          | -                                          |
| 2008    | XXVIII       | CP Cacereño             | 1-0        | Betis Deportivo                            |
| 2009    | XXIX         | Real Betis Balompié     | 2-1        | CP Cacereño                                |
| 2010    | XXX          | CP Cacereño             | 2-0        | CD Guijuelo                                |
| 2011    | XXXI         | CP Cacereño             | 1-0        | CD San Roque                               |
| 2012-15 | No disputado | -                       | -          | -                                          |
| 2016    | XXXXII       | CP Cacereño             | 1-0        | CD San Fernando de Henares                 |
| 2017-18 | No disputado | -                       | -          | -                                          |
| 2019    | XXXIII       | CD Badajoz              | 2-0        | CP Cacereño                                |
| 2020-21 | XXXIV        | CD Leganés "B"          | 2-2 (pen)  | CP Cacereño                                |
| 2022    | XXXV         | CD Badajoz              | 1-1 (pen)  | CP Cacereño                                |
| 2023    | XXXVI        | CP Cacereño             | 2-1        | CD Badajoz                                 |

## Campeones
| Equipo                  | Títulos | Ediciones |
| ----------------------- | ------- | --- |
| CP Cacereño             | 19      | 1978, 1979, 1982, 1986, 1987, 1990, 1991, 1994, 1995, 1997, 2001, 2002, 2003, 2004, 2008, 2010, 2011, 2016, 2023 |
| CD Badajoz              | 4       | 1983, 2000, 2019, 2022                                                                                           |
| CD Tampico AC           | 1       | 1980 |
| UD Salamanca            | 1       | 1981 |
| Rayo Vallecano          | 1       | 1984 |
| CD Salmantino           | 1       | 1985 |
| RC Recreativo de Huelva | 1       | 1988 |
| CA Rosario Central      | 1       | 1989 |
| CP Mérida               | 1       | 1992 |
| Moralo CP               | 1       | 1996 |
| Jerez CF                | 1       | 1998 |
| Real Ávila CF           | 1       | 1999 |
| Real Betis Balompié     | 1       | 2009 |